# Pouce (unité)
Pour les articles homonymes, voir Pouce.

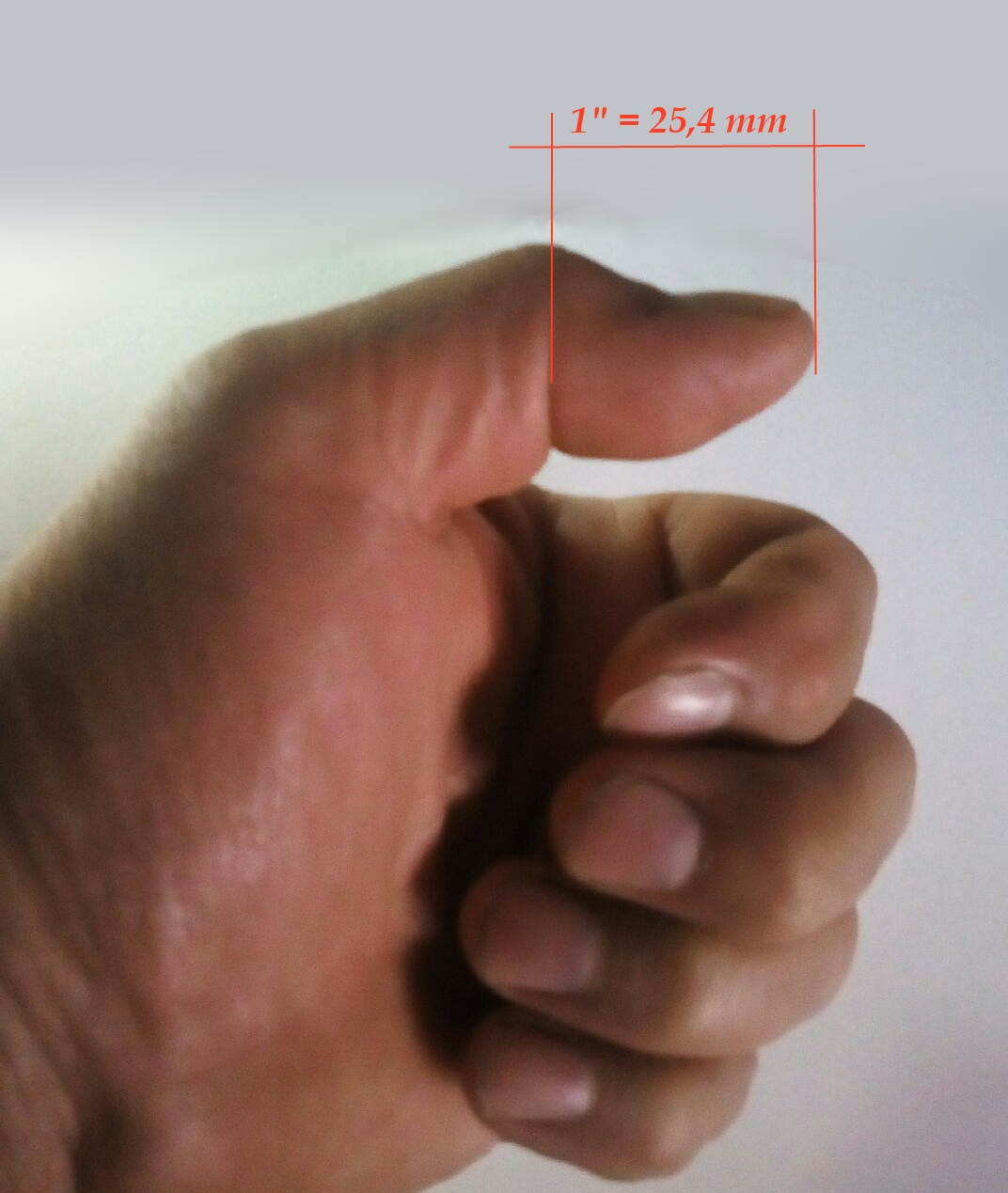
Une phalange de pouce mesure environ 2,54 cm.

Le pouce (symbole  ″ (double prime) ou po au Canada francophone) est une unité de longueur datant du Moyen Âge.
Sa valeur dimensionnelle a varié suivant les époques, les régions et les pays.
Depuis 1959, à la suite d’un compromis anglophone, le pouce anglais — aussi nommé « pouce technique international » — vaut 2,54 cm exactement, soit un douzième de pied ou un trente-sixième (1⁄36) de verge. Pour des raisons historiques, d’autres définitions du pouce sont encore en vigueur dans certains domaines.

## Historique
La longueur des étalons a varié suivant les époques et les pays, voire suivant les régions d’un même pays.
Dans l’Antiquité, chez les Égyptiens, Grecs et Romains par exemple, le pouce était soit méconnu soit ignoré au profit du doigt, c’est-à-dire le pied divisé en seize parties égales (quatre doigts font une main, quatre mains font un pied ; la main correspond à la distance transversale allant du côté extérieur de l'auriculaire au côté extérieur de l’index).
Dès le début du Moyen Âge, on commença à diviser le pied par douze (cf. Gromatici veteres). L’unité de mesure qui en résulta fut appelée « pouce » car on peut obtenir approximativement un « pouce » en utilisant la largeur de son pouce[réf. nécessaire].

### Québec et Nouveau-Brunswick
Au Québec et au Nouveau-Brunswick, le pouce du Roi valait exactement 750⁄27 706 mètre (soit environ 27,069 95 mm) car la loi du 19 frimaire de l’an VIII (10 décembre 1799) disposait que le mètre était égal à 3 pieds 11 lignes 296 millièmes, soit 443,296 lignes de Roi. De nos jours, cette mesure n'est guère utilisée en France, sauf en tant qu'unité conventionnelle du travail de sciage du bois.
Le pouce québécois, qui n’est plus en vigueur, était supposé identique, mais sa définition légale canadienne (Loi sur les poids et mesures, L.R. 1985) donne 1 po = 27,070 05 mm exactement, sur la base de la longueur approchée de l'ancien pouce français.
Le seul pouce encore en usage informel au Québec et au Nouveau-Brunswick est le pouce anglais de 25,4 mm. Il est utilisé dans de nombreuses situations, bien qu'ayant légalement été remplacé par le centimètre depuis  le 1er août 1974.

### Pays anglophones
En anglais, le pouce est appelé inch. Dans les îles britanniques, un système d'unités se développa[Quand ?]. En raison de l’importance de la pénétration politique ou économique britannique puis américaine, ce système fut utilisé ou connu dans plus de 140 pays anglophones[réf. nécessaire]. En 1824, ce système a été codifié sous le nom de « système impérial d'unités ».
Jusqu’en 1959, les pouces américain, canadien et anglais différaient très légèrement. En 1959, avec l’accord des États-Unis et des nations du Commonwealth, le pouce technique international a été défini comme valant « exactement 25,4 mm ». Cette valeur du pouce est toujours en vigueur. Dans la mesure où trois pieds font un yard, un yard vaut 36 pouces.

### En Suède
La Suède a imaginé un moyen différent d’entrer dans le système métrique. En 1855–1863, le pouce, en fonction, fut converti en pouce décimal qui valait 1⁄10 de pied au lieu de 1⁄12. Ce pouce décimal valait donc environ 3 cm. Les partisans de ce système décimal disaient que cela simplifierait les calculs. Cependant, le fait d’avoir deux pouces de taille différente fut bien trop compliqué à maintenir. Dans les années 1878–1889,  la décision fut donc prise d’utiliser le système métrique.

### Unité de débit
Le pouce fontainier (ou « pouce de fontainier ») était une unité de débit de l'Ancien Régime.

### Unité de pression
Le pouce de mercure (inHg) est une unité de pression. Il est toujours en vigueur dans le domaine aéronautique aux États-Unis, pour indiquer la pression atmosphérique, dans les altimètres.
Le pouce d'eau (en) est également une unité de pression.

### Unité de volume
Le pouce cube (« cubic inch » en anglais, ou « ci ») est utilisé comme unité de volume aux États-Unis. Il est égal à 16,387 064 centimètres cubes.
Un gallon vaut par définition 231 pouces cubes.
Les produits des États-Unis peuvent l'utiliser pour la mesure officielle. Par exemple, la cylindrée du moteur de la Ford GT40 Mark II est de 427 ci (environ 7 litres), d'où la référence « 427 » de Ford pour ce moteur.

## Notations
En français du Canada, le pouce anglais a pour abréviation po. En anglais, pouce se dit inch (inches au pluriel) et son abréviation est in, ou ″ (double prime).
Le pouce français d'Ancien Régime (de longueur égale à 2,707 cm) avait pour symbole p.
Le pouce était traditionnellement divisé en 12 lignes, puis en 144 points. Les divisions usuelles modernes du pouce sont exprimées en fractions de demi, quart, huitième ou plus : ¼, ½, ¾, etc. Dans le parler usuel, le « ième » est élidé ; par exemple, on lira 3 ⅛ « trois et un huit ». Le mil ou thou vaut un millième de pouce.
Le symbole prime ′ et le double prime ″ symbolisent  la minute d'arc et la seconde d’arc, voire la minute et la seconde temporelles, ce qui peut créer des confusions dans certains contextes.

## Conversion
Un pouce équivaut à 2,54 cm exactement. Il y a douze pouces dans un pied. Un pied vaut donc : 12 × 2,54 = 30,48 cm exactement. Un yard correspond à trois pieds, soit 30,48 × 3 = 91,44 cm.  
Par exemple, la largeur d'un gant fixée à 8,5 pouces est égale à 21,59 cm.
Le pied français d'Ancien Régime vaut 12 pouces français d'Ancien Régime, soit 12 × 2,707 = 32,483 9 cm exactement, qu'on arrondit couramment à 32,5 cm.

## De nos jours
La plupart des pays qui utilisaient le pouce ont adopté le Système international d'unités. Le pouce est encore[Quand ?] une unité de longueur du système d'unités de nombreux pays dont, en particulier, le Royaume-Uni et les États-Unis. 
Le pouce reste utilisé pour certains usages courants, notamment ceux concernant les objets de petite taille. Certaines petites longueurs sont exprimées dans cette unité ou en fraction de cette unité. C’est le cas par exemple pour :
- les tailles des vêtements ;
- les tailles des gants ;
- les tailles des bérets : ceux-ci étant formés sur des gabarits circulaires en bois qui n’ont pas été modifiés avec l’adoption du système métrique
- les dimensions standards des feuilles de papier aux États-Unis, au Mexique et au Canada (lettre : 8½×11″ ; légal : 8½×14″, ledger ou tabloïd 11×17″) ;
- les dimensions des livres ;
- la visserie et la boulonnerie en utilisant les fractions du pouce (1⁄16, 1⁄8, 3⁄16, etc.) ;
- le domaine de la plomberie (eau et gaz), voir : filetage gaz ;
- le domaine de la tuyauterie industrielle ; attention, le diamètre exprimé est le diamètre intérieur du tube, permettant de calculer le débit, alors pour définir le diamètre extérieur d'un tube il faut ajouter l'épaisseur de matériau[N 1] ;
- le diamètre des peaux de batterie ;
- l'écart entre les doigts, ou entre l'embout et les trous (et eux-mêmes) d'une flûte, variable importante du choix selon l'âge, la taille des mains et des doigts ;
- la taille d'une personne ;
- les calibres de certaines munitions ;
- les tailles des roues et des pneus des véhicules ;
- les tailles de planches de surf et de bodyboard ;
- les matériaux de construction domiciliaires, et par conséquent les plans ;
- les tailles des composants en électronique ;
- les tailles des prises et filages électriques et acoustiques.

Son usage réapparaît, y compris dans les pays non-anglophones, à travers les standards informatiques d’origine américaine :
- dimension des écrans exprimée en pouces ;
- résolution des imprimantes et scanners exprimée en PPP points par pouce (dots per inch = DPI, en anglais) ;
- largeur des disquettes (8″, 5¼″  ou 3½″) ; d’ailleurs, dans le cas des disquettes de « trois pouces et demi », il s’agit d’un abus de langage car la spécification technique de ces dernières les définit comme ayant 90 mm de diamètre.